# افراین لوسا
افراین لوسا (اسپانیایی: Efrain Loza‎; ۱۶ ژانویهٔ ۱۹۳۹ – ۳۰ اوت ۲۰۱۷) بازیکن فوتبال اهل مکزیک بود.
وی همچنین در تیم ملی فوتبال مکزیک بازی کرده‌است.